# Bussy-sur-Moudon
Bussy-sur-Moudon (toponimo francese) è un comune svizzero di 208 abitanti del Canton Vaud, nel distretto della Broye-Vully.

## Storia

### Simboli
Lo stemma è stato approvato nel 1926. Riprende il blasone della famiglia d'Estavayer (palato d'oro e di rosso, alla fascia d'argento, caricata di tre rose di rosso) da cui il comune dipese fino al XVII secolo. Il calderone fa riferimento alla specialità del villaggio, il vin cuit, o raisiné, prodotto dentro grandi pentoloni di rame. Il capo rappresenta Casa Savoia, un tempo sovrani di Bussy.

## Società

### Evoluzione demografica
L'evoluzione demografica è riportata nella seguente tabella:
Abitanti censiti

## Amministrazione
Ogni famiglia originaria del luogo fa parte del cosiddetto comune patriziale e ha la responsabilità della manutenzione di ogni bene ricadente all'interno dei confini del comune.